# Nissim Zvili

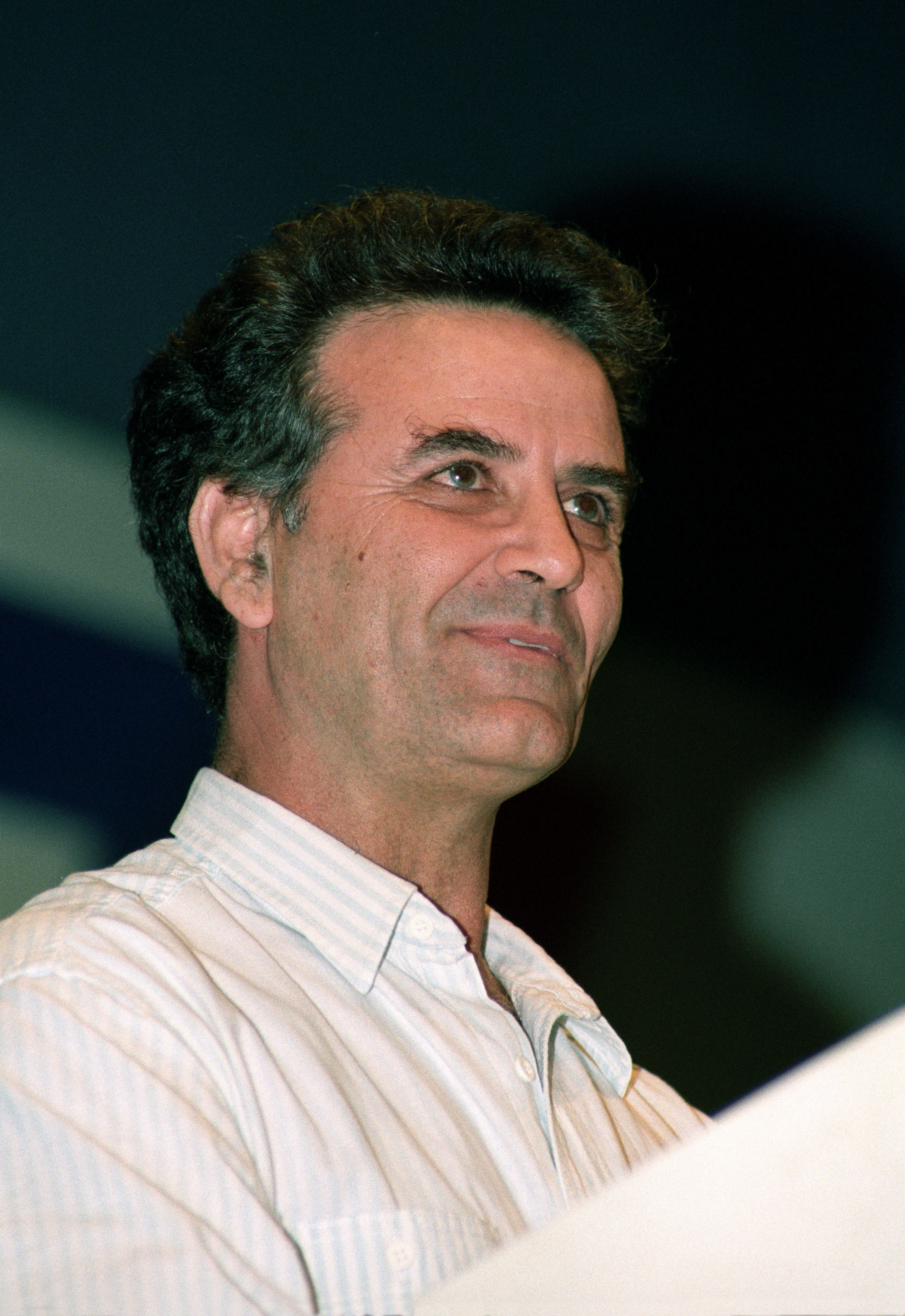
Nissim Zvili

Nissim Zvili (hebräisch נסים זווילי‎, * 31. Januar 1942 in Tunesien) ist ein israelischer Politiker.

## Leben und Karriere
Zvili wurde 1942 in Tunesien geboren. In den 1950er Jahren kam er nach Israel. Er besuchte eine Agricultural High School in Nahalat Yehuda. Später besuchte er die Bar-Ilan-Universität sowie die Universitäten in Oxford und Cambridge.
Seine politische Karriere begann in den 1980er Jahren, als er zum Generalsekretär des Moshav Movement gewählt wurde.
1992 wurde Zvili für Awoda in die Knesset gewählt. 1996 erfolgte seine Wiederwahl. Kurz nach seinem Einzug in das Parlament wurde Zvili Oktober 1992 zum Generalsekretär von Awoda gewählt. Dieses Amt bekleidete er bis Januar 1998. 1999 trat er aus Awoda aus und wurde eines der Gründungsmitglieder von Mifleget ha-Merkas. Bei den später im Jahr stattfindenden Knessetwahlen trat er nicht mehr an.
Von 2002 bis 2005 fungierte Zvili als israelischer Botschafter in Frankreich.